# 八木城 (安芸国)
八木城（やぎじょう）は、安芸国佐東郡（現在の広島県広島市安佐南区）八木にあった日本の城。

## 沿革
承久3年（1221年）の承久の乱で活躍した香川経景は褒賞として安芸国八木を与えられ、その子香川景光が安芸国に移住して八木城を築城したと言われる。景光が築城以来、安景、清景、行景、遠景、景春、景信、師景、方景、吉景、行景（行景妻子無く舎弟元景家督相続）元景、光景まで十三代子孫代々居城。香川氏は安芸守護であった武田氏の重鎮として活躍した。しかし永正14年（1517年）の有田中井手の戦いにおいて、安芸武田氏当主武田元繁やその傘下の熊谷氏当主熊谷元直が、毛利元就と宮庄経友率いる毛利吉川連合軍に敗北し討死。時の香川氏当主香川行景は主の仇を討てないのは無念とし、敗残の兵を纏め己斐師道とともに突撃し討死した。
元繁死後の安芸武田氏は内部の混乱が続き、重臣同士の争いが頻発するようになった。八木城もその混乱に巻き込まれ、同じく武田氏重臣であった品川左京亮の攻撃を受けている。香川光景らは毛利元就に従い、八木城はその居城として栄えたが、慶長5年（1600年）の関ヶ原の戦いの敗北の結果、毛利氏の防長移封に従って廃城となった。

## 概要
八木城は太田川の西岸にある比高55mの丘陵上に築城された。城山の北部と西部は現在住宅地となっており、その曲輪の全容は不明である。現状では山頂郭群のほか三郭群が確認されている。城跡には香川氏の祖である鎌倉景正を祭る権五郎神社がある。この権五郎神社は正徳2年（1712年）に香川景継が京都より訪れ修復された。江戸時代末期の岩国藩の重臣であった香川景晃も毎年5月5日の祭礼には必ず代理の家臣を出席させていた。
城跡の西裾には「土居」の地名が残っており、この周辺に居館があったと思われる。その付近には香川氏の墓所と伝える場所も残っている。対岸には恵下山城、地蔵堂山城、遠くには熊谷氏の本拠である三入高松城がある。

## ギャラリー

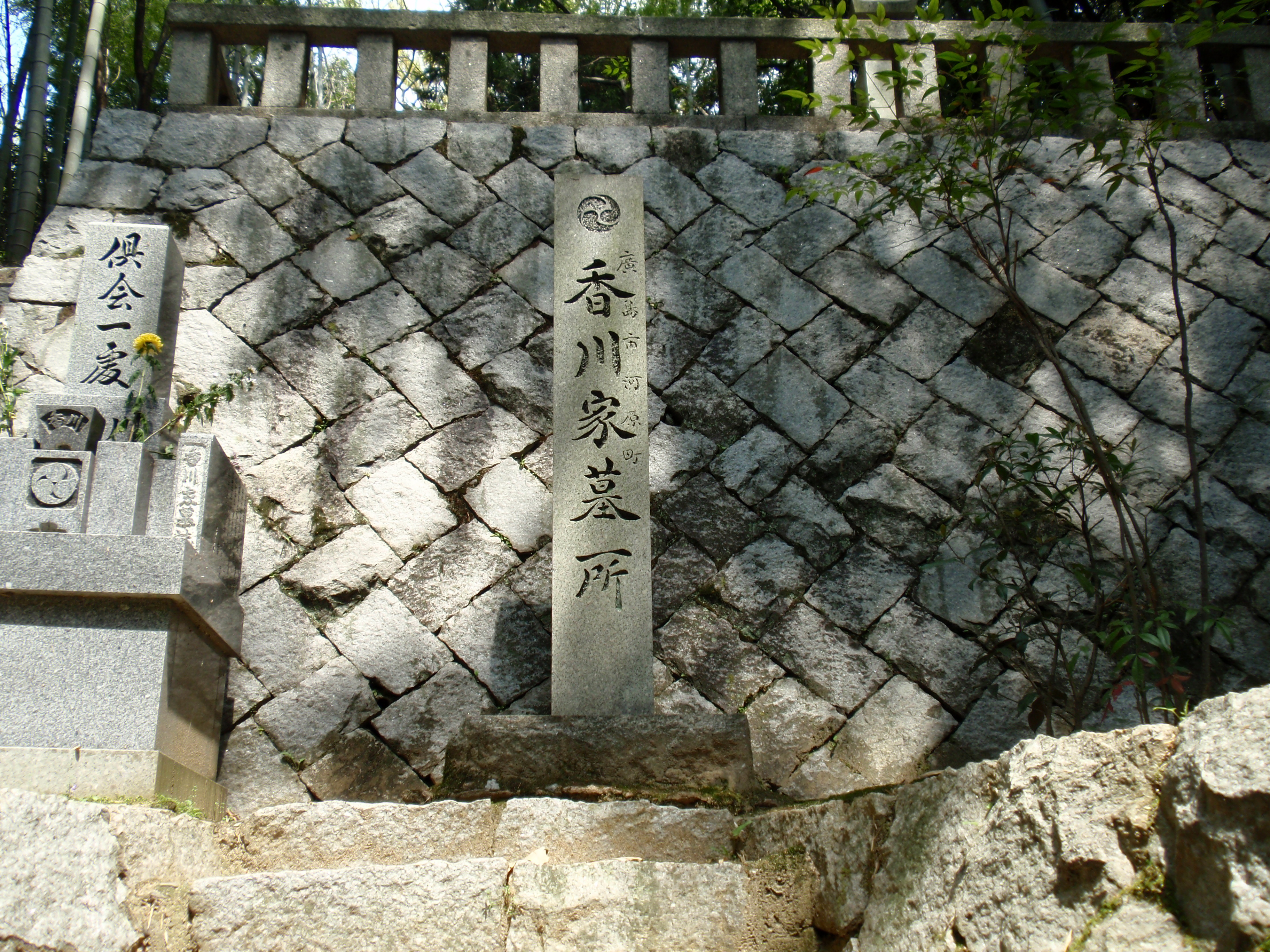
城地にある香川家墓所
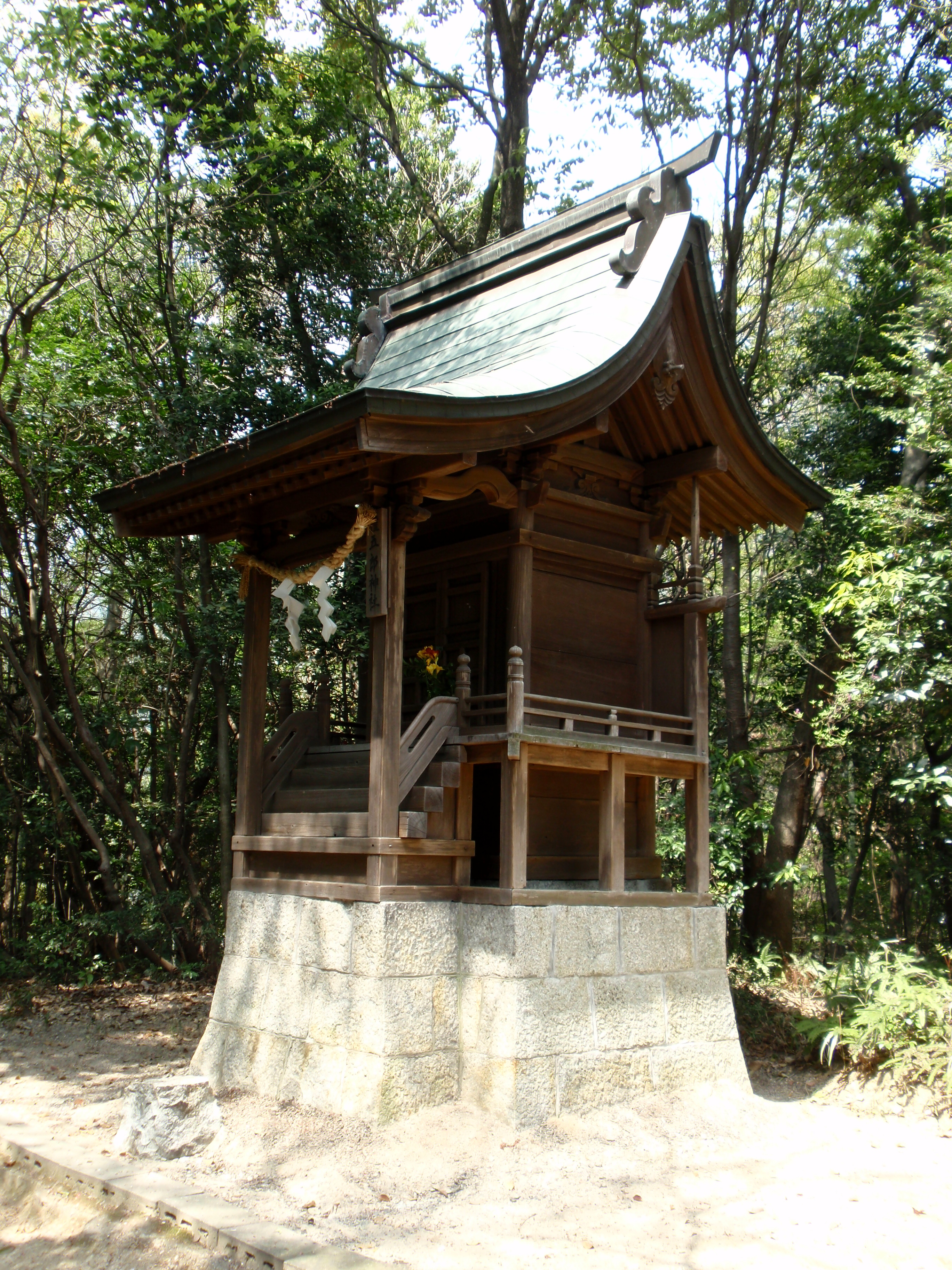
香川家始祖・鎌倉景正を祀った権五郎神社
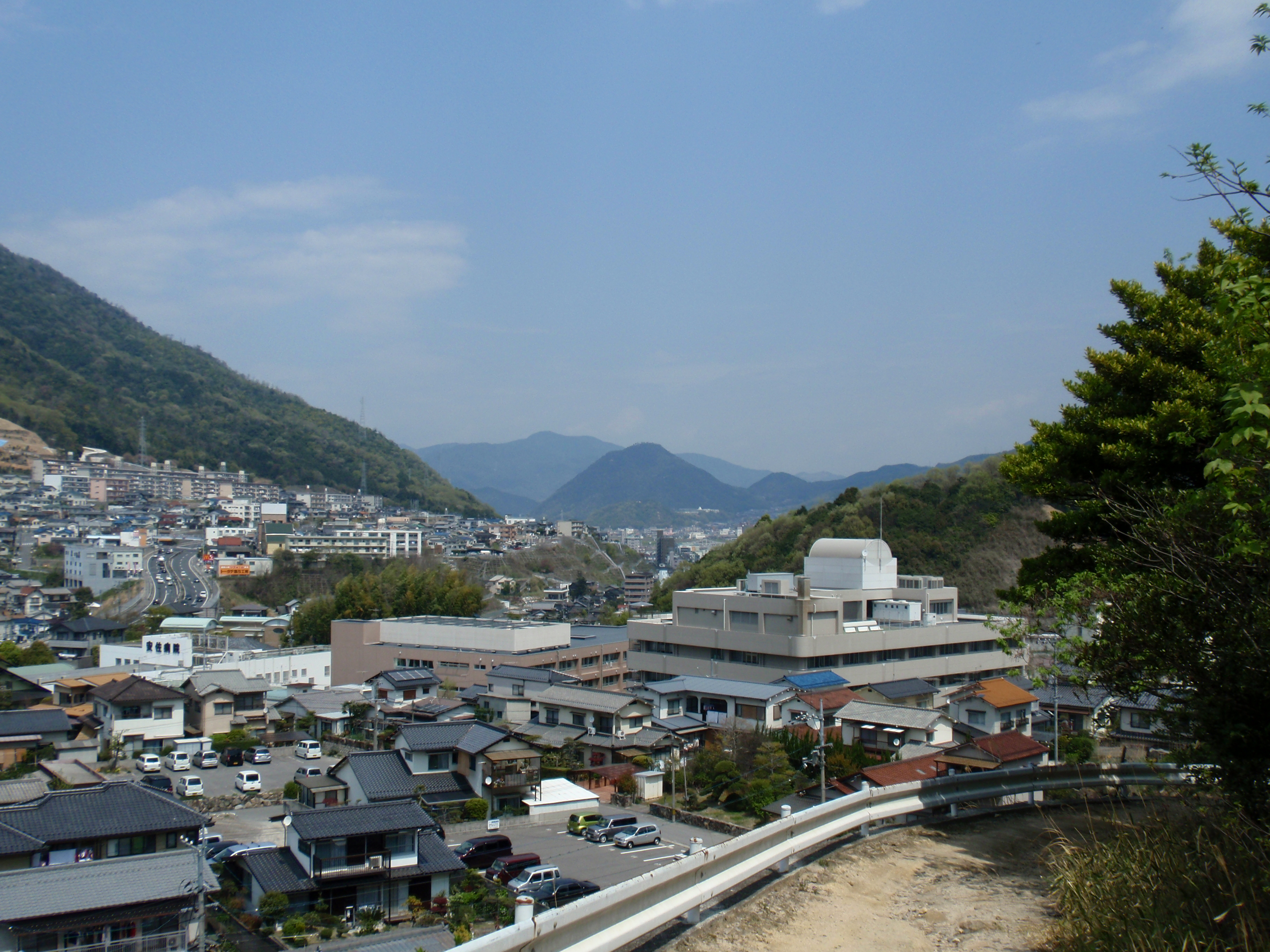
八木城より熊谷氏居城・三入高松城を望む
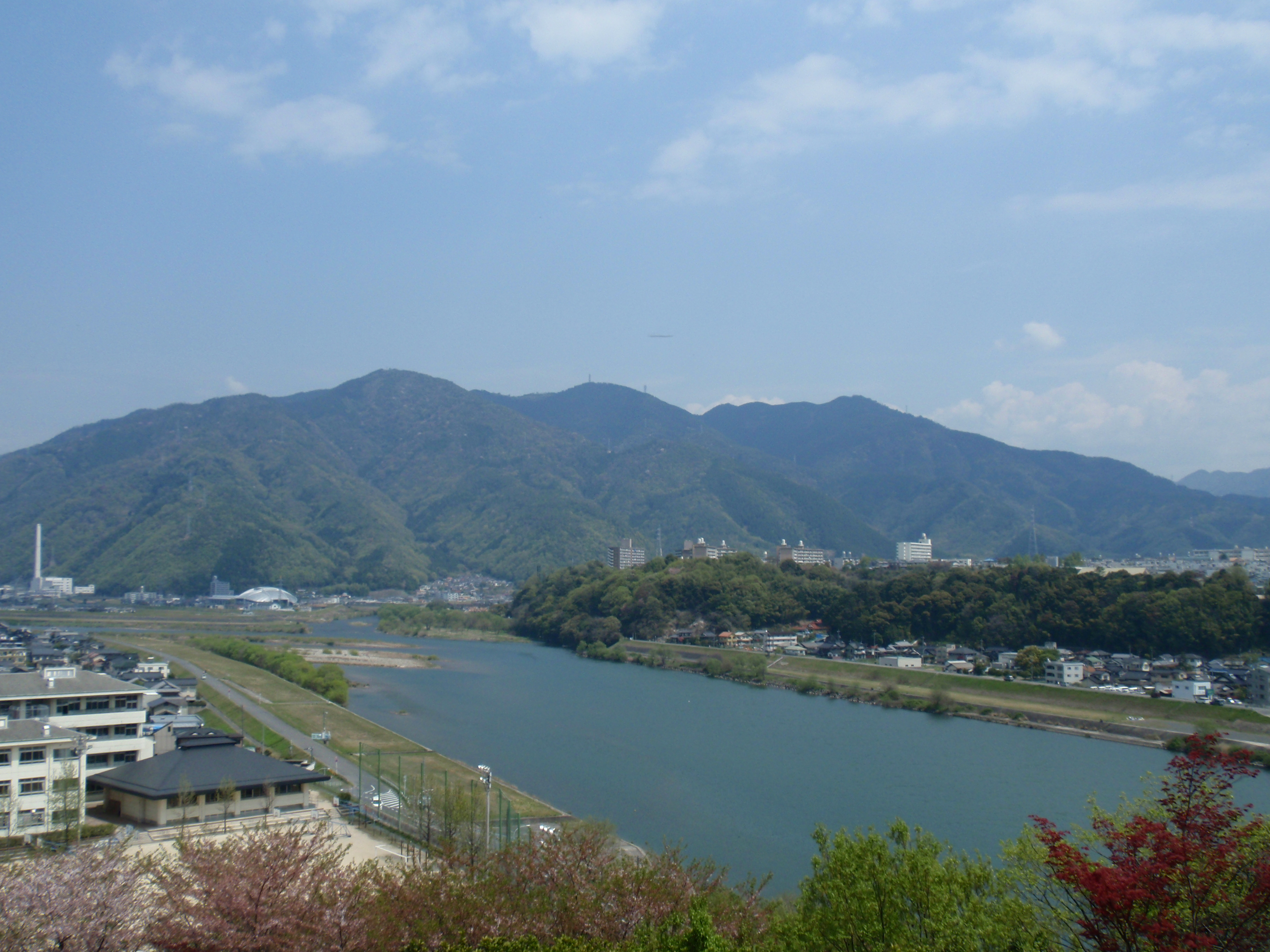
八木城より恵下山城と白木山を望む